# هيرمان مينكوفسكي
هيرمان مينكوفسكي (بالألمانية: Hermann Minkowiski) هو عالم رياضيات وفيزياء ألماني روسي المولد من أصل يهودي. ولد في 22 يونيو 1864م وتوفي في 18 يناير 1909م. عمل أستاذا للرياضيات في كونيجسبيرج وزيورخ وغوتينغن. طور هندسة الأعداد واستخدم أساليب هندسية لحل المشاكل في نظرية الأعداد والفيزياء الرياضية ونظرية النسبية. وهو يعتبر من مؤسسي علم الهندسة المحدبة.
ولعل أشهر إنجازات مينكوفسكي هي تطويره النظرية النسبية الخاصة عام 1907م وهي النظرية التي صاغها تلميذه السابق ألبرت آينشتاين عام 1905م. نتيجة إسهامات مينكوفسكي أمكن فهم النسبية هندسياً نظرية زمكان رباعي الأبعاد، وهو مايعرف باسم زمكان مينكوفسكي.

## حياته وعمله
ولد هيرمان مينكوفسكي في ألكوساتس، وهي قرية في محافظة كوفنو بالإمبراطورية الروسية ( وهي حالياً في مدينة كاوناس، ليتوانيا) والده لوين بوروش مينكوفسكي، وهو التاجر الذي المدعوم بناء الكنيس كورال في كوفنو، مع راشيل توبمان وكلاهما من أصل يهودي، كان هيرمان الشقيق الاصغر للباحث طبي أوسكار مينكوفسكي الذي ولد عام 1858م، هربا من الاضطهاد في روسيا انتقلت العائلة إلى كنيجسبرج في عام 1872م، درس مينكوفسكي في كنيغسبرغ وفي بون (1887-1894)، كنيغسبرغ (1894-1896) وزيوريخ (1896-1902)، وأخيرا في غوتينغن من 1902 حتى وفاته المبكرة في عام 1909. تزوج من أوجست أدلر في عام 1897م أنجب منها ابنتان.
توفى مينكوفسكي فجأة من التهاب الزائدة الدودية في غوتينغن في 12 يناير 1909، ويوضح نعي عالم الرياضيات الألماني ديفيد هيلبرت لمينكوفسكي مدى الصداقة العميقة بينهما إذ يقول:
«منذ سنوات كان مينكوفسكي أفضل تلاميذي، كان أكثر صديق موثوق فيه من الذين ساندوني بكل عمق وولاء التي كانت من سماته، علومنا التي أحببنها فوق كل شئ، كانت تبدو لنا كحديقة مليئة بالزهور، وفيها استمتعنا بالبحث عن الطرق الخفيه واكتشاف العديد من الرؤى الجديدة التي أثارت لدينا الإحساس بالجمال، وعندما كان يعرض أحدنا اكتشافه للآخر، نصبح أكثر اعجاباً من ذلك معاً وكانت تغمرنا السعادة، وكانت بالنسبة لي هدية نادرة من السماء وكنت أكثر امتناناً لأن تلك الهدية ستبقى لفترة طويلة، الآن بعد وفاته المفاجأة التي أختطفته منا، ومع ذلك لا يمكن للموت أن يسلبه صورته النبيلة في قلوبنا ونعلم أن روحه لا تزال حية بيننا».

### تطويره للنسبية الخاصة
لمزيد من المعلومات انظر أيضا إلى تاريخ النسبة الخاصة وإلى فضاء مينكوفسكي وإلى مخطط مينكوفسكي.
أدرك مينكوفسكي في عام 1907م أن نظرية النسبية الخاصة التي نشرها تلميذه السابق ألبرت آينشتاين في عام 1905م استنادا إلى الأعمال السابقة للورنتز وبوانكاريه، يمكن أن تفهم بشكل أفضل في فضاء رباعي الأبعاد،والمعروف باسم «زمكان مينكوفسكي»، حيث لايتم الفصل بين المكان والزمان ولكن يندمجان في أربعة أبعاد سميت زمكان، والتي هندسة لورنتز في النسبية الخاصة يمكن أن تكون ممثلة على نحو فعال.

## روابط خارجية
- هيرمان مينكوفسكي على موقع الموسوعة البريطانية (الإنجليزية)
- هيرمان مينكوفسكي على موقع إن إن دي بي (الإنجليزية)